# Oscar Kambona
Oscar Salathiel Kambona, född 13 augusti 1928 i Mbinga i södra Tanganyika, död i juli 1997 i London, var Tanganyikas första utrikesminister och den näst mest inflytelserika och mest populära ledaren i landet efter Julius Nyerere. Efter att ha bråkat med Nyerere tvingades han i 25 års exil, och flyttade till London. Han återvände till Tanzania 1992.
Han gifte sig 1960 och fick två döttrar, av vilka en mördades i London under oförklarade omständigheter.